# イバン・ラベネル
イバン・ラベネル（Evan Ravenel、1989年11月24日 - ）は、アメリカ合衆国のプロバスケットボール選手。フロリダ州タンパ出身。ポジションはパワーフォワード/センター。
bjリーグの2015-16シーズンにおいて琉球ゴールデンキングスに所属し、ファイナルズのMVPを受賞した。

## 来歴

### 大学まで
2008年にボストンカレッジに入学し、2010年まで在籍。その後オハイオ州立大学に転籍する。規定によって2010-11シーズンは出場できなかったが、2011-12シーズンはビッグ・テン・カンファレンス優勝とNCAAトーナメントベスト4、2012-13シーズンはカンファレンス準優勝とNCAAトーナメントベスト8に貢献した。

### プロ選手として
2013年のNBAドラフトで指名を受けなかったラベネルはアメリカの独立リーグUBAの試合に7試合出場し、その後ブルガリアのリルスキ・スポルティストBCと契約する。リルスキではレギュラーシーズンとユーロリーグ合わせて32試合に出場し、一試合平均13.12得点を挙げた。
2014-15シーズンはポーランドのポルファーマ・スタロガルド・グダニスキと契約し、12試合で平均18.5得点の記録を残した。
2015年10月、日本のbjリーグに所属する琉球ゴールデンキングスと契約する。琉球では2015-16レギュラーシーズン52試合中50試合に出場し、1試合平均17.3得点と10.8リバウンドを挙げた。琉球はファイナルで富山グラウジーズと対戦し、ラベネルは両チームを通じて最多の22得点を挙げ勝利に貢献、ラベネルはMVPを受賞した。2016年6月21日、琉球はラベネルの退団を発表した
2016年8月4日、ラベネルはイスラエルのマッカビ・ハイファBCと2年契約を結んだ。しかし10月13日、チームはジャリッド・フェイマスと契約し、ラベネルとの契約を解除した。2016年11月にはベルギーのリエージュ・バスケットと契約するが、4試合に出場しただけで12月に解雇された。2017年1月16日、Bリーグ1部の秋田ノーザンハピネッツと契約した。秋田では、トラベリングを取られることが多かった。

## 個人成績

### 大学
| シーズン | チーム           | GP | GS | MPG  | FG%  | 3P%  | FT%  | RPG  | APG  | SPG  | BPG  | TO   | PPG  |
| -------- | ---------------- | -- | -- | ---- | ---- | ---- | ---- | ---- | ---- | ---- | ---- | ---- | ---- |
| 2008-09  | ボストンカレッジ | 14 | 0  | 10.3 | 32.1 | -    | 58.8 | 1.36 | 0.36 | 0.21 | 0.57 | 0.71 | 2.00 |
| 2009-10  | ボストンカレッジ | 25 | 0  | 10.5 | 49.2 | -    | 71.4 | 2.44 | 0.40 | 0.08 | 0.36 | 0.68 | 3.28 |
| 2010-11  | オハイオ州立大学 |    |    |      |      |      |      |      |      |      |      |      |      |
| 2011-12  | オハイオ州立大学 | 39 | 4  | 10.2 | 54.1 | -    | 69.5 | 2.15 | 0.26 | 0.26 | 0.23 | 0.74 | 3.41 |
| 2012-13  | オハイオ州立大学 | 37 | 12 | 16.8 | 51.4 | 0.00 | 64.9 | 4.16 | 0.32 | 0.35 | 0.73 | 0.78 | 4.89 |

### プロ選手
| シーズン | チーム                   | GP | GS | MPG  | FG%  | 3P%  | FT%  | RPG  | APG  | SPG  | BPG  | TO   | PPG   |
| -------- | ------------------------ | -- | -- | ---- | ---- | ---- | ---- | ---- | ---- | ---- | ---- | ---- | ----- |
| 2013-14  | リルスキ                 | 32 | 31 | 26.3 | 50.5 | 28.6 | 71.3 | 7.06 | 1.62 | 0.88 | 0.78 | 2.31 | 13.12 |
| 2014-15  | スタロガルド・グダニスキ | 12 | 12 | 30.3 | 50.7 | 26.9 | 82.7 | 9.33 | 0.92 | 1.00 | 0.25 | 3.25 | 18.50 |
| 2015-16  | 琉球                     | 50 | 50 | 27.2 | 58.8 | 20.0 | 81.3 | 10.5 | 1.7  | 0.9  | 0.4  | 2.2  | 17.3  |
| 2016-17  | リエージュ               | 4  | 3  | 21.8 | 41.0 | 20.0 | 80.0 | 3.75 | 0.75 | 0.50 | 0.00 | 2.25 | 11.25 |
| 2016-17  | 秋田                     | 31 | 5  | 18.8 | 40.8 | 22.0 | 79.1 | 5.4  | 1.7  | 0.4  | 0.2  | 1.9  | 8.7   |

## 参考資料
1. 1 2 3 4  『選手契約締結のお知らせ』（プレスリリース）秋田ノーザンハピネッツ、2017年1月16日。2017年1月17日閲覧。
2. 1 2  『選手契約基本合意のお知らせ』（プレスリリース）琉球ゴールデンキングス、2015年8月25日。オリジナルの2015年10月9日時点におけるアーカイブ。2017年1月10日閲覧。
3. ↑  “Evan Ravenel Bio” (English). OhioStateBuckeys.com.   オハイオ州立大学. 2017年1月10日閲覧。
4. ↑  David Walls (2015年9月10日). “Evan Ravenel (ex GIE Maile Matrix) joins Ryukyu Golden Kings Okinawa” (English). USBasket.com. 2017年1月17日閲覧。
5. ↑  “【バスケ】琉球、史上最多4度目V!bj最後のMVPはラベネル”. スポーツ報知. (2016年5月15日) 2017年1月16日閲覧。
6. ↑  『選手退団のご報告』（プレスリリース）琉球ゴールデンキングス、2016年6月21日。2017年1月16日閲覧。
7. ↑  “バーンズ、ラベネルが退団　琉球ゴールデンキングス”. 琉球新報. (2016年6月22日) 2017年1月16日閲覧。
8. ↑  “Maccabi Hunter Haifa sign center/power forward Evan Ravenel For Two Seasons” (Press release). マッカビ・ハイファBC. 4 August 2016. 2017年1月16日閲覧.
9. ↑  “Maccabi Hunter Haifa sign center Jarrid Famous, release Evan Ravenel” (Press release). マッカビ・ハイファBC. 13 October 2016. 2017年1月16日閲覧.
10. ↑  Florian Holsbeek (2016年11月2日). “Evan Ravenel signe à Liège Basket”. Sportsactu {{cite news}}: 不明な引数|accessedate=は無視されます。 (説明)⚠